# Winthrop Harbor
Winthrop Harbor é uma vila localizada no estado americano de Illinois, no Condado de Lake.

## Demografia
Segundo o censo americano de 2000, a sua população era de 6670 habitantes.
Em 2006, foi estimada uma população de 7220, um aumento de 550 (8.2%).

## Geografia
De acordo com o United States Census Bureau tem uma área de
11,4 km², dos quais 11,2 km² cobertos por terra e 0,2 km² cobertos por água.

## Localidades na vizinhança
O diagrama seguinte representa as localidades num raio de 12 km ao redor de Winthrop Harbor.